# Matt Lucena
Matt Lucena (ur. 4 sierpnia 1969 w Chico) – amerykański tenisista, mistrz US Open 1995 w grze mieszanej.

## Kariera tenisowa
Jako zawodowy tenisista Lucena występował w latach 1992–1996.
Startując grze podwójnej osiągnął 2 finały ATP World Tour, z których w 1 zwyciężył, w 1995 roku w Sankt Pölten.
W 1995 roku został mistrzem US Open w grze mieszanej. Tytuł wywalczył razem z Meredith McGrath po pokonaniu w finale Gigi Fernández i Cyrila Suka.
W rankingu gry pojedynczej Lucena najwyżej był na 312. miejscu (11 października 1993), a w klasyfikacji gry podwójnej na 62. pozycji (6 maja 1996).

### Finały w turniejach ATP World Tour
| Legenda                                      |
| -------------------------------------------- |
| Wielki Szlem                                 |
| Igrzyska olimpijskie                         |
| Tennis Masters Cup / ATP Finals              |
| ATP Masters Series / ATP Tour Masters 1000   |
| ATP International Series Gold / ATP Tour 500 |
| ATP International Series / ATP Tour 250      |

#### Gra mieszana (1–0)
| Końcowy wynik | Nr | Data            | Turniej            | Nawierzchnia | Partnerka        | Przeciwnicy              | Wynik finału |
| ------------- | -- | --------------- | ------------------ | ------------ | ---------------- | ------------------------ | ------------ |
| Zwycięzca     | 1. | 9 września 1995 | US Open, Nowy Jork | Twarda       | Meredith McGrath | Gigi Fernández Cyril Suk | 6:4, 6:4     |

#### Gra podwójna (1–1)
| Końcowy wynik | Nr | Data            | Turniej      | Nawierzchnia | Partner      | Przeciwnicy                        | Wynik finału |
| ------------- | -- | --------------- | ------------ | ------------ | ------------ | ---------------------------------- | ------------ |
| Zwycięzca     | 1. | 25 czerwca 1995 | Sankt Pölten | Ceglana      | Bill Behrens | Libor Pimek Byron Talbot           | 7:5, 6:4     |
| Finalista     | 1. | 5 maja 1996     | Atlanta      | Ceglana      | Bill Behrens | David Wheaton Christo Van Rensburg | 6:7, 2:6     |